# کوشک کهنه (هرات)
کوشک کهنه (به لاتین: Kushki Kuhna) یک منطقهٔ مسکونی در افغانستان است که در ولسوالی کشک کهنه واقع شده‌است. کوشک کهنه ۱٬۱۲۵ متر بالاتر از سطح دریا واقع شده‌است.